# محسن کنگرلو
محسن کنگرلو (زاده ۱۵ شهریور ۱۳۲۶ – ۶ اسفند ۱۳۹۸) سیاستمدار ایرانی بود، که به‌عنوان مشاور امنیتی میرحسین موسوی فعالیت می‌کرد. او از عناصر کلیدی ماجرای مک‌فارلین بود.

## مصاحبه با دهباشی و تکذیب ادعاها
او مصاحبه‌ای که با حسین دهباشی در مجموعه خشت خام داشت با این شرط که این مصاحبه تنها پس از مرگ او منتشر شود. نزدیک یک ماه پس از درگذشت او دهباشی این مصاحبه را منتشر کرد. او در این مصاحبه برخی روایت‌های پیشین را نادرست دانست و گفت سران سه قوه، سید روح‌الله خمینی و سپاه پاسداران در جریان این معامله بودند و حسن روحانی را متهم کرد که با ندادن بخشی از پول به آمریکایی‌ها رابطه را خراب کرده.
حسین دهباشی چند روز بعد مصاحبه را حذف کرد و از خانواده کنگرلو و افرادی که در آن مصاحبه بدانها اشاره شده بود عذر خواهی کرد، زیرا نکات نادرست و اشتباهاتی فاحش دربارهٔ بعضی وقایع و اشخاص بیان گردید که احتمالاً ناشی از اثرات داروهای شیمی درمانی بوده‌ است: «یا از الفاظی دور از شان رفیع همیشه مؤدب و اخلاقی خودشان است یا در تعریف شایعه‌ای که از اساس بی‌بنیان است ،...، صرفاً جنگ روانی دشمن بعثی برای تخریب روحیه رزمندگان مدافع وطن بوده‌ است.»
همچنین شخص دهباشی نیز در هنگام انتشار به دلیل شیوع بیماری کرونا در قرنطینه خانگی بوده‌است.
سرهنگ حبیب‌الله بی‌آزار فرمانده کل نگهداری جنگنده‌های اف ۱۴ در دوران جنگ نیز بر بی‌اساس بودن ادعاهای کنگرلو پیرامون مخالفت روحانی با پرداخت، تاکید کرد و گفت تحویل ۲۷ دستگاه حجیم از تسترهای بسیار پیشرفته مربوط به قطعات یدکی رادار و کلیه سیستم‌های موشک فونیکس به‌منظور انتقال به آمریکا شرط آمریکا برای فروش موشک بوده است.با دریافت نظرات فرماندهان نیروی هوایی، حسن روحانی مخالفت خود را با پیشنهاد آمریکایی‌ها اعلام می‌کند.
وبگاه مشرق نیز دربارهٔ مصاحبه وی با دهباشی در یادداشت واره ای می‌نویسد: «دهباشی و کنگرلو کاملاً معلوم است که تمام موضوعات مورد تبادل نظر را قبلاً مورد صحبت و مرور قرار داده‌اند ... اطلاعات مربوط به اسامی، اماکن، وقایع و حتی اطلاعات تخصصی در خصوص موضوعات مربوط به تجهیزات و تسلیحات نظامی هر دو نفر تحقیقا کم اطلاع بوده و اشتباهات مکرری از آنها در مصاحبه دیده می‌شود.»

## خاطرات رفسنجانی
در خاطرات رفسنجانی مربوط به روز ۲۰ فروردین ۱۳۷۱ آمده‌است که رفسنجانی با کمک خواستن او برای کار کردن موافقت کرده و از او می‌خواهد که مبلغی ارز- سیصدو هشت هزار دلار- را که در زمان جنگ به خارج منتقل شده بود، برگرداند.